# Trichouratea
Trichouratea là một chi thực vật có hoa trong họ Ochnaceae.

## Loài
Chi Trichouratea gồm các loài: